# Егоровский (хутор)
Егоровский — хутор в Урюпинском районе Волгоградской области России, в составе Добринского сельского поселения.

## География
Хутор находится в луговой степи, в пределах Калачской возвышенности, на правом берегу реки Топкой. Река Топка протекает в глубокой балке, склоны которой изрезаны оврагами и балками. Центр хутора расположен на высоте около 80-100 метров над уровнем моря. По балкам близ хутора - байрачные леса. Почвы — лугово-чернозёмные и чернозёмы обыкновенные.
По автомобильным дорогам расстояние до областного центра города Волгоград — 360 км, до районного центра города Урюпинска - 26 км, до административного центра сельского поселения хутора Забурдяевский - 2 км. На востоке хутор Егоровский граничит с хутором Забурдяевским, на северо-востоке - с хутором Кудряшевским.
Часовой пояс
Егоровский, как и вся Волгоградская область, находится в часовой зоне МСК (московское время). Смещение применяемого времени относительно UTC составляет +3:00.

## История
Дата основания не установлена. Хутор относился к юрту станицы Добринской Хопёрского округа Земли Войска Донского (с 1870 — Область Войска Донского). В 1859 году на хуторе проживало 72 души мужского и 72 женского пола. По переписи 1873 года на хуторе проживало 119 мужчин и 119 женщина, в хозяйствах жителей насчитывалось 79 лошадей, 66 пар волов, 220 голов прочего рогатого скота и 644 овцы. Согласно переписи населения 1897 года на хуторе проживали 169 мужчины и 190 женщин. Большинство населения было неграмотным: грамотных мужчин — 42 (24,6 %), женщин — 0.
Согласно алфавитному списку населённых мест Области Войска Донского 1915 года на хуторе имелось хуторское правление, земельный надел хутора составлял 700 десятин, проживало 204 мужчины и 229 женщин.
С 1928 года — в составе Урюпинского района Хопёрского округа (упразднён в 1930 году) Нижне-Волжского края (с 1934 года — Сталинградского края). В 1935 году хутор передан в состав Добринского района Сталинградского края (с 1936 года Сталинградской области, с 1954 по 1957 год район входил в состав Балашовской области). В 1963 году в связи с упразднением Добринского района хутор вновь передан в состав Урюпинского района.

## Население
| 2010 |
| ---- |
| 36   |

Динамика численности населения по годам:
| 1859 | 1873 | 1897 | 1915 | 1989 | 2002 |
| ---- | ---- | ---- | ---- | ---- | ---- |
| 144  | 238  | 359  | 431  | ≈140 | 83   |